# Светски дан неношења грудњака
Светски дан неношења грудњака (енгл. No Bra Day) је годишњи празник који се обележава сваког 13. октобра од 2011. године. Циљ обележавања овог датума је охрабривање и оснаживање жена да се одрекну ношења брусхалтера као подизање свести о раку дојке, од којег годишње у свету оболи преко милион жена.

## Историјат
Порука Светског дана неношења грудњака је циљ да што већи број жена престане да носи грудњак, те да се подигне свесност о раку дојке и факторима који утичу на исти. Први грудњак измислили су Римљани - био је намењен женама са великим грудима, како би их прекриле у одређеним ситуацијама. Временом, грудњак је дошао и у свет моде, а данас велики број жена не напушта дом без грудњака, спава са њим.
Дан без грудњака настао је као покрет друштвених медија који подржава свест о раку дојке и позитивност тела.
Професор Жан–Денис Руилон, вођа истраживања о ношењу и неношењу грудњака у Француској је рекао: “Неношење грудњака резултује стварањем веће количине мишићног ткива у грудима како би им се осигурала природна потпора. Ако та потпора није природна, већ груди придржава грудњак, тада мишићи слабе, а то води до тога да се груди брже обесе”. Истраживање је вођено 15 година и стручњаци су открили да су мишићи у грудима чвршћи ако се грудњак не носи. У том истраживању је учествовало 320 жена у доби од 18 до 35 година. Не ношење грудњака по њима је добро и за здравље дојки, јер грудњак спутава циркулацију у грудима, као и правилан рад лимфних канала, а то даље може довести до накупљања токсина које би иначе слободно пролазили и излазили из организма. Ово је посебно лоше ако се носе грудњаци који стежу и жуљају, а на мети су и push-up грудњаци које и даље носи велик број жена, поготово млађих.
Стручњаци даље саветују да грудњак не би требало носити код куће и на спавању. Оно што саветују јесте да је након скидања грудњака потребно измасирати груди како би се побољшао проток течности у њима. 
Професор Жан–Денис Руилон даље сматра да је код младих жена које тек почињу са ношењем грудњака, боље то мало одложити како би ткиво у грудима нарасло како треба, али и да би се мишићи развили на правила начин. Такође истиче да би женама које су старије од оних које су учествовале у истраживању (35 и више година), скидање грудњака заувек, након целог живота ношења истог, донело више негативних последица. Након много година ношења грудњака било би се тешко навикнути на неношење. Ово истраживање је било револуционарно, и оно што професор наглашава јесте да не треба бацати све грудњаке у смеће и пробагирати да се не носе, али да исто тако не постоји ни научни разлог зашто би грудњак требало и почео носити.
Постоје и оправдани разлози за ношење грудњака - његово позитивно дејство види се приликом здравествених тегоба и болова који се јављају због терета груди који оптерћује кичму. У том случају грудњак врши потпору и смањује бол, и тада је потребно одабрати праву величину и облик грудњака.
Широм света 13. октобра сви се подстичу да учествују у обележавању Светског дана неношења грудњака тако што деле информације о здрављу дојки, носе ружичасту одећу или додатке како би показали своју подршку као симбол свести о раку дојке, организују се догађаји за прикупљање средстава или активности за подршку добротворним организацијама за рак дојке и истраживачким напорима.